# Pedaggio urbano
Il pedaggio urbano (in inglese congestion pricing) è un sistema di pedaggio con biglietto di ingresso da far pagare agli automobilisti non residenti in una certa città per poter usufruire della sua rete stradale o per poter accedere a zone a traffico limitato (ZTL). È uno dei principali provvedimenti della mobilità sostenibile.

## Obiettivi
Con tale pagamento si intende da un lato scoraggiare l'eccessivo uso dell'auto privata (causa principale dei fenomeni di congestione stradale) e dall'altro raccogliere fondi da utilizzare per interventi di miglioramento della circolazione nella città in questione.

## Tipologia
Esistono due diversi tipi di pedaggio urbano:
- la tassa di congestione (dall’inglese congestion charge) che impone un pedaggio a tutte le auto, indipendentemente dal loro tipo (e quindi anche dalle loro emissioni). È la forma adottata, ad esempio, a Londra (London congestion charge) e a Stoccolma (Stockholm congestion tax). Questa ha come principale obiettivo la riduzione della congestione del traffico nell'area urbana. Un esempio di questo pedaggio è l'Area C introdotto a Milano all'inizio del 2012.
- la tassa di inquinamento (dall'inglese pollution charge), generalmente meno restrittiva, che impone pedaggi e restrizioni differenziati per i vari tipi di veicoli, e che è calibrata sull'esigenza primaria di ridurre l'inquinamento. Un esempio di questo pedaggio è l'Ecopass introdotto a Milano all'inizio del 2008.

Ovviamente ognuna delle due forme incide sia su congestione che su inquinamento. Il tipo di pedaggio viene adottato in ogni città in considerazione dei suoi problemi più gravi.

## Critica
Si contesta l’uso del road pricing come “Licenza di inquinare”, per cui l’automobilista una volta pagato il tributo inquina come non l’avesse pagato. Gli economisti risolvono la questione rispondendo che l’applicazione di un prezzo sufficientemente alto porta l’utente medio a considerare la possibilità di non transitare su quella strada, e questo porta a una velocizzazione del traffico e dunque dei tempi di emissione di determinate quantità di CO2.

## Esempi

### Singapore
Singapore dal 1974 presenta un modello riconosciuto come tra i più efficienti: consiste in una tariffa che varia in base all’ora e ai livelli di congestione al momento del passaggio, quindi è modulata istantaneamente in base alla situazione concreta nelle strade. Nel 1998 inoltre si è affiancato l’ERP, un sistema automatizzato che permette al conducente di non fermarsi ma di passare oltre il punto di controllo attraverso una Smart card prepagata che gli permette accesso diretto, in un modo da scongiurare il rischio di code. Queste misure si sono rivelate efficaci, poiché il traffico è diminuito del 50%, il trasporto pubblico è aumentato del 50% e la velocità media di percorrenza è passata da 18 km/h a 35 km/h.

### Londra
La Congestion Charging è un tributo che deve essere pagato per poter accedere all’area centrale di Londra. Nasce dall’iniziativa del sindaco di Londra Ken Livingtstone, che riuscì a farla approvare nel Transport Act del 2000. Venne introdotta nel febbraio 2003, al fine di risolvere il grave problema di traffico di Londra, dove la velocità media di percorrenza era di 12 km/h, e incoraggiare l’uso di mezzi di trasporto alternativi quali le biciclette e i mezzi di trasporto pubblico.
All’inizio copriva 22 km² di area, delimitata a Est dalla London Inner Ring Road, ma nel 2017 si è espanso sino a coprire l’area Ovest di Londra.
Fino al 2020, il tributo era di 11.50 sterline che si applicava dal lunedì al venerdì dalle 7 alle 18 nelle zone indicate ma dal 22 gennaio 2020 a causa della pandemia di COVID-19 si è deciso temporaneamente di aumentarlo a 15 sterline e di applicarlo dalle 7 alle 22 per tutti i giorni della settimana. 
Sono individuate categorie di conducenti esenti dal pagamento del tributi tra cui i disabili residenti nelle zone comprese e i conducenti di veicoli ad alimentazione alternativa, cioè auto elettriche e a idrogeno.
Londra utilizza un sistema di riconoscimento automatico della targa (sistemi ANPR) che permette di individuare i trasgressori che non hanno pagato e a cui verrà comminata una sanzione pecuniaria; questo è reso possibile dal fatto che i conducenti che intendano attraversare una determinata strada soggetta a tributo devono registrare il veicolo nel database entro la mezzanotte del giorno prima dell’accesso. Al momento non vi sono in atto misure a tutela della privacy dei conducenti.
Gli effetti misurati sono di una riduzione del traffico pari al 26% rispetto al 2002, un aumento del 37% dell’affluenza nei trasporti pubblici nelle aree coperte e un aumento della velocità di percorrenza, da 13.6 km/h a 16.2 km/h.
Un altro tributo è l’ULEZ (Ultra Low Emission Zone), che opera 24 ore al giorno tutti i giorni, eccetto Natale. Si applica una tariffa di 12.50 sterline per le automobili (Diesel sotto l’euro 6), piccoli van, moto e altri veicoli leggeri, mentre si applica una tariffa di 100 sterline per i veicoli pesanti. A partire dal 21 ottobre 2021 sono esenti dal pagamento i veicoli elettrici a batteria e a idrogeno.
Un altro tributo è il DVS (Direct Vision Standard che opera tutti i giorni e per 24 ore al giorno per i camion che superano il peso di 12 tonnellate.

### Milano
In linea con lo schema europeo, a Milano nel Gennaio 2008 è stato introdotto il sistema di Ecopass, al fine di migliorare la qualità dell’aria nell’ambiente urbano.  L’Ecopass richiede il pagamento di un tributo ai veicoli che accedono in una determinata area tra le 7.30 e le 19.30. L’area delineata copriva 8 km².
L’importo da pagare varia a seconda delle emissioni del veicolo, da 2 euro fino ad arrivare a un massimo di 10 euro. Sono previsti sconti per i residenti e i conducenti che devono attraversare l’area numerose volte durante l’anno, mentre sono esenti dal pagamento moto e scooter, trasporti pubblici, ambulanze. Su modello inglese, è stato adottata la tecnologia ANPR per il controllo e la sanzione dei trasgressori.
La misura è stata valida fino al 30 Settembre 2011: nel 2012 infatti il sistema è stato sostituito dall’Area C. L’Area C coincide con la zona ZTL (Zona a traffico limitato), situata nel centro storico di Milano, e non è attiva nei giorni festivi ed il sabato, mentre opera dal lunedì al venerdì dalle 7.30 alle 19.30. L’importo standard per il tagliando giornaliero è di 5,00 euro, salvo per i veicoli che sono esenti dal pagamento, tra cui i veicoli con apposito contrassegno invalidi il cui titolare sia in auto, veicoli che permettono il trasporto di disabili, veicoli delle forze armate e ospedalieri; inoltre l’accesso è gratuito per i veicoli elettrici, ciclomotori e motoveicoli, oltre che per i veicoli ibridi di classe M1 con emissioni inferiori a 100 g/km.
L’accesso è vietato per determinate categorie di veicoli in base alla loro capacità inquinante: il Comune ha disposto un piano dettagliato che arriva sino al 1 ottobre 2030, anno in cui sarà vietato l’accesso ai veicoli Euro 5 a benzina.